# 南澧河

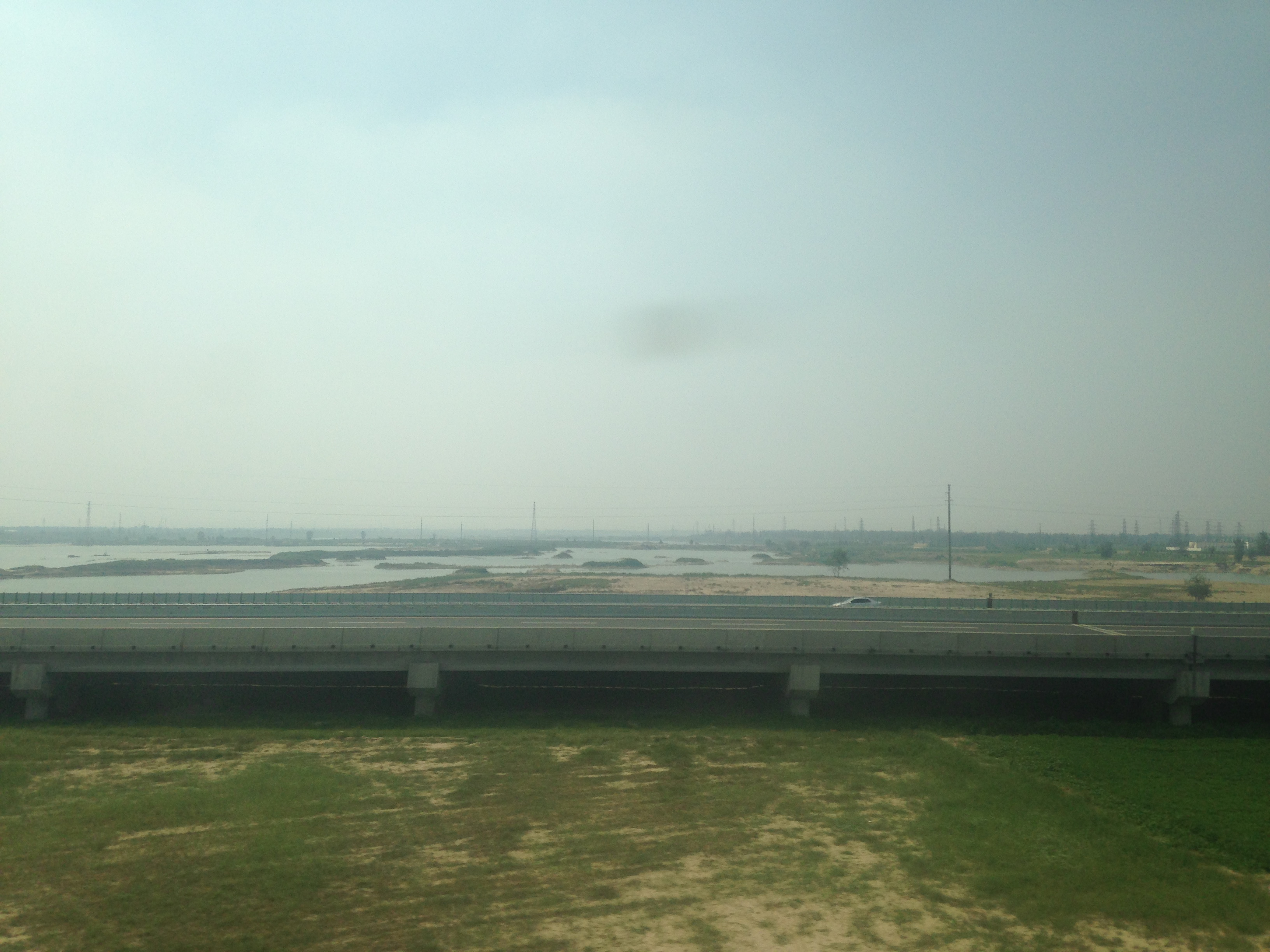
京广高速铁路铁路桥上看到的沙河。

南澧河，古称澧水、湡水，位于中华人民共和国河北省南部，是北澧河支流。南澧河有多个源流，主源为发源于太行山东麓，内丘县侯家庄乡小岭底村以北的白鹿角川，向东南流入邢台市信都区（原邢台县）后称宋家庄川，南流与将军墓川共同汇于野沟门水库，出库后又称道西川或野河，向东南流，沿途纳浆水川、路罗川等源流后入朱庄水库。干流出朱庄水库后称沙河，东南流至沙河市綦村镇孔庄村转东流，成为信都区与沙河市之间的界河，于信都区李村镇洛阳北村（原属沙河市）西南转东南流，进入沙河市境内，于沙河市桥东街道西杜村以北转东北流，流经沙河市东南部，进入邢台市南和区后干流始称“南澧河”，之后干流纵贯南和区和任泽区中部地区，于任泽区邢家湾镇环水村西南汇入北澧河。干流河长40.5千米，流域面积1830平方千米。南澧河流域地势西高东低，洪水多挟泥沙，下游淤积严重，历来水旱灾害频繁。下游河道善徙、善淤，历史上进行过多次治理和改道。